# Paperino e gli scoiattoli
Paperino e gli scoiattoli (Trailer Horn) è un film del 1950 diretto da Jack Hannah. È un cortometraggio animato realizzato, in Technicolor, dalla Walt Disney Productions, uscito negli Stati Uniti il 28 aprile 1950 e distribuito dalla RKO Radio Pictures. È stato distribuito anche coi titoli Paperino e la roulotte e Paperino e i guastafeste.

## Trama
Cip e Ciop vedono delle grandi impronte per terra: incuriositi, le seguono, arrivando a una roulotte, all'interno della quale Paperino sta dormendo. Dopo averlo svegliato con una trombetta, Cip e Ciop cominciano a fargli dei dispetti. Stufo dei loro continui scherzi, Paperino, con la sua automobile, prende la rincorsa e piega l'albero su cui Cip e Ciop si sono rifugiati. I due scoiattoli scendono velocemente dall'albero e, a causa del minor peso, l'automobile di Paperino viene scaraventata su una montagna, rompendosi in mille pezzi. Dal bagagliaio fuoriesce Paperino che, con l'allucinazione di guidare un'automobile, si mette in cammino su un sentiero.

## Distribuzione

### Edizione italiana
Il corto fu distribuito in Italia il 12 marzo 1964 all'interno del programma Pippo, Pluto e Paperino allegri masnadieri in lingua originale. Fu poi incluso nel programma Paperino e c. in vacanza con il titolo Paperino e i guastafeste, uscito il 23 luglio 1977. Nel 1991, per l'uscita in VHS, il corto venne doppiato dal Gruppo Trenta. Tale doppiaggio venne poi utilizzato nelle varie successive occasioni.

### Cinema
- Pippo, Pluto e allegri masnadieri (1964)[1]
- Paperino e c. in vacanza (1977)[2]

### Edizioni home video

#### VHS
- Pippo superstar (febbraio 1991)[3]

#### DVD
Il cortometraggio è incluso nei DVD Walt Disney Treasures: Semplicemente Paperino - Vol. 3, Cip & Ciop - Guai in vista e Topolino che risate! - Volume 4.